# Jean-Pierre Bosser
Jean-Pierre Bosser (Versalles, Francia, 14 de noviembre de 1959), es un oficial general francés. Él es el Jefe del Estado Mayor del Ejército de Tierra francés desde el 1 de septiembre de 2014.

## Biografía
Alumno del Liceo Militar de Saint-Cyr, actual Escuela Especial Militar de Saint-Cyr, de la que se graduó en la promoción General Lasalle 1979-1981. Tras ello se entoló en la escuela de infantería de Montpellier.
Sirvió en el 8.º Regimiento de Paracaidistas de Infantería de Marina en Castres en tres puestos: Como jefe de sección y monitor de paracaidistas de 1982 a 1985, como oficial adjunto al comandante de campaña entre 1986 y 1990, y finalmente como jefe de cuerpos de 2001 a 2003, tras ser nombrado coronel en el año 2000. Participó en más de una docena de operaciones en el extranjero.
Entre 1982 y 1990, estuvo destinado en el Líbano como parte de la Fuerza Multinacional de Seguridad en Beirut (parte de la Fuerza Provisional de las Naciones Unidas para el Líbano) en su creación en septiembre de 1982; estuvo en el Chad en 1983 para el despliegue de la operación Manta, predecesora de la Opération Épervier entre 1986 y 1989; en la República Centroafricana en 1984 y otra vez en 1986. Finalmente estuvo destinado en Gabón en 1990 para la evacuación de los residentes de Port-Gentil. También efectuó una misión de asistencia técnica como consejero militar de un batallón de comando en Mauritania en 1985.
De 1990 a 1992, ocupó el puesto de jefe del centro operacional del Estado Mayor de los Ejércitos de la Comandancia Superior de las Fuerzas Armadas en Nueva Caledonia (FANC). De allí se le pondría a la cabeza de su regimiento en Kosovo durante la operación Trident de 2002, tras lo cual fue enviado de nuevo a la República Centroafricana para comenzar la operación Boali en 2003. Graduado en la Escuela de guerra en 1996, sirvió durante cinco años en la oficina de «estudios generales» de la Dirección de personal militar del ejército de Tierra (DPMAT) antes de conseguir ser comandante del 8.º RPIMa. 1más tarde, de 2003 a 2005, es nombrado director de formación de alumnos (DFE) de las escuelas de Saint-Cyr Coëtquidan.
Bosser se volvió a unir de nuevo a la DPMAT en calidad de jefe de la oficina «mêlée (cuerpo a cuerpo)», después de «estudios generales». Fue nombrado general de brigada el 1 de agosto de 2007, siendo ascendido también a subjefe de Estado Mayor de «recursos humanos» en el Estado Mayor del Ejército de Tierra en París. El 1 de agosto de 2008, el general Bosse asume la comandancia de la 11.ª Brigada Paracaidista en Toulouse. El 1 de agosto de 2010 es promovido a general de división y vuelve al Estado Mayor del Ejército de Tierra, donde se le confían las funciones de subjefe de «rendimiento-sintesis». Ascendido al rango de general de cuerpos de ejército (equivalente a teniente general. OF-8 del sistema OTAN), se convierte en director de la Protección y Seguridad de la Defensa (DPSD) el 29 de noviembre de 2012. Durante este periodo también fue el responsable de los servicios de inteligencia militar francesa.
El 9 de julio de 2014 es nombrado en consejo de ministros jefe de Estado Mayor del Ejército de Tierra francés. El rango más alto de comandancia dentro del Ejército de Tierra. Tomó el puesto el 1 de septiembre del mismo año, junto a un ascenso a general de ejército.

## Condecoraciones
El medallero del general de Ejército Bossel luce de la siguiente forma:
Bosser es comendador de la Legión de Honor, comendador de la Orden Nacional del Mérito, caballero de la Orden Nacional del Mérito mauritana y titular de la cruz al valor militar con una citación al mando del regimiento.

## Vida privada
El general Jean-Pierre Bosser está casado y tiene 10 hijos.
| Predecesor: General de Ejército Bertrand Ract-Madoux | CEMAT - Jefe de Estado Mayor del Ejército de Tierra (Francia) 2014 - | Sucesor: en el cargo |